# Neonesidea edentulata
Neonesidea edentulata is een mosselkreeftjessoort uit de familie van de Bairdiidae. De wetenschappelijke naam van de soort is voor het eerst geldig gepubliceerd in 2013 door Maddocks.